# Bunte Moschee (Travnik)

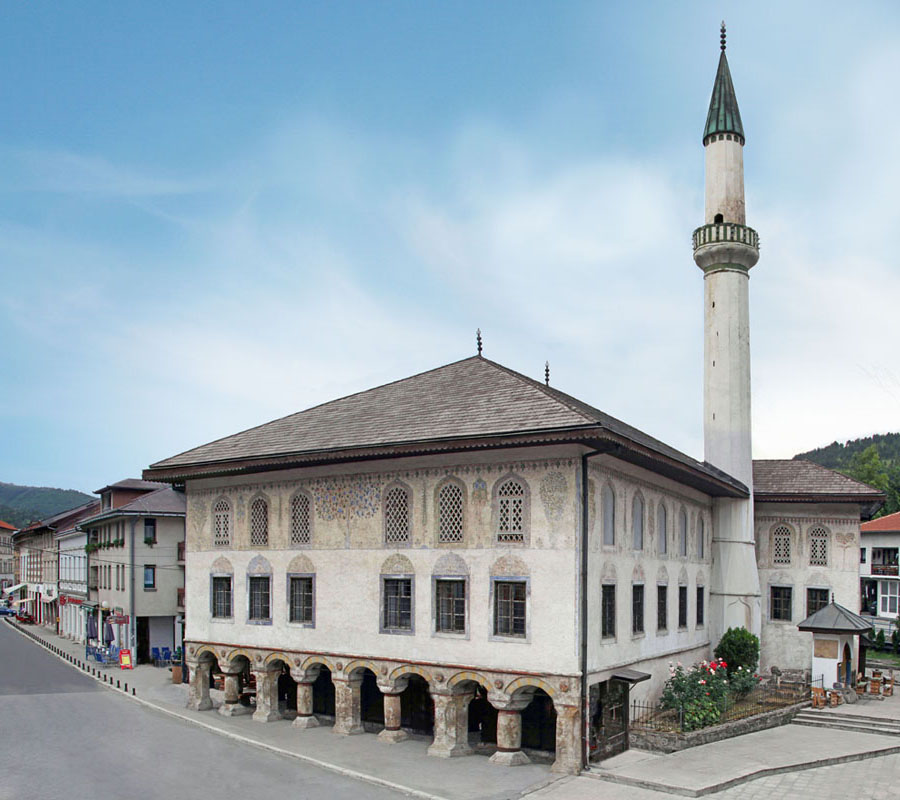
Die Bunte Moschee in Travnik

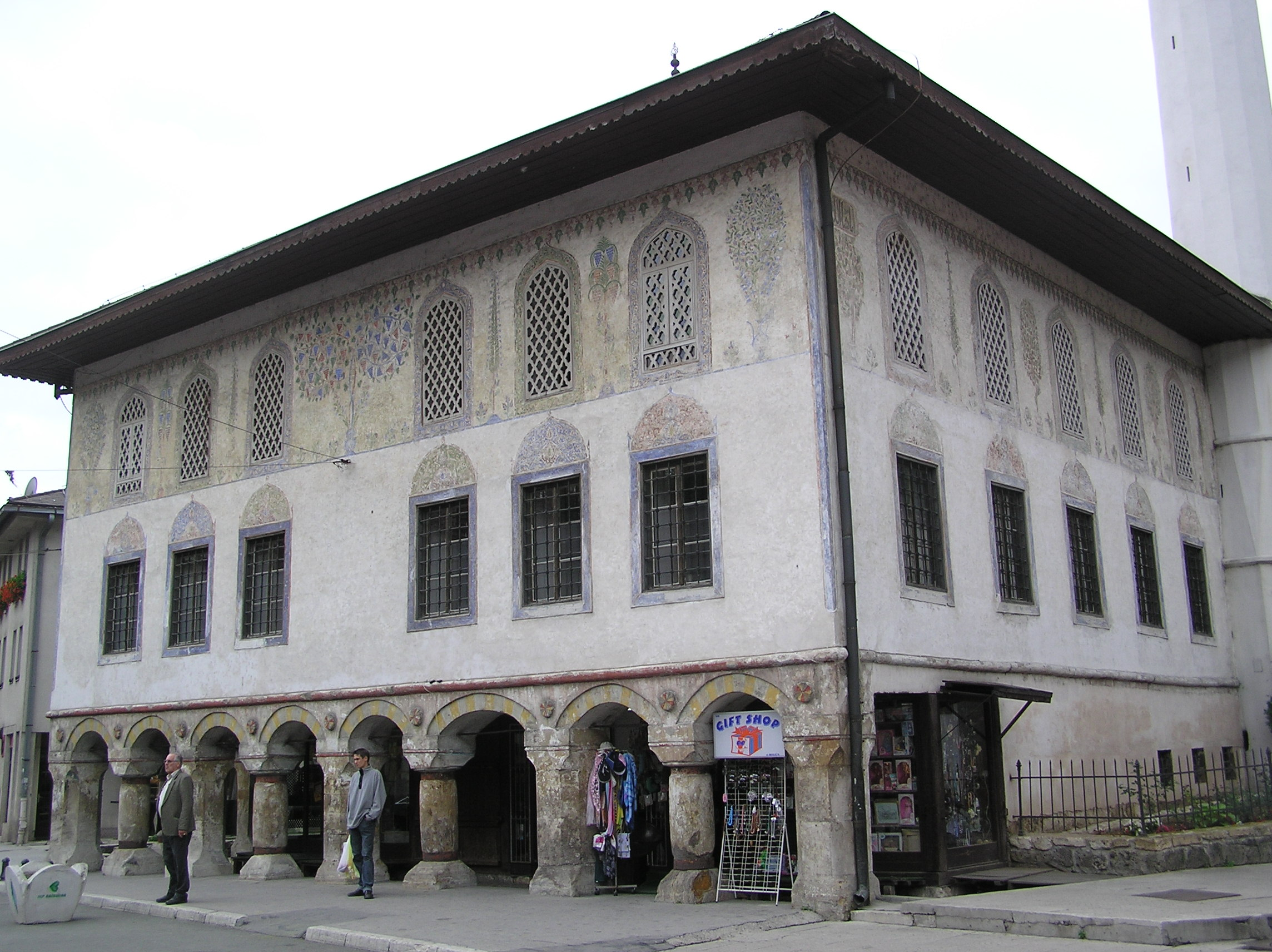
Fassade der Moschee

Die Bunte Moschee (bosnisch Šarena džamija, volkstümlich Sulejmanija) ist eine Moschee in der mittelbosnischen Stadt Travnik, die zu den spätesten monumentalen islamischen Baudenkmälern in Bosnien und Herzegowina gehört.

## Geschichte
Im Jahr 1757 ließ der Wesir Ahmed Aga Ćamil die von den Bewohnern der Stadt als Ćamilija bezeichnete Moschee errichten, die 1815 abbrannte. Die neue dreigeschossige Moschee wurde im Jahr 1816 unter dem Wesir Suleiman Pascha Skopliak errichtet. Im Jahr 1903 wurde die Moschee durch einen Brand beschädigt. Auch im Zweiten Weltkrieg erlitt sie Schäden und wurde anschließend als Wohnhaus genutzt. In den 1980er Jahren wurde sie gründlich renoviert.

## Anlage
Die Anlage ist für ihre reiche Ausstattung bekannt. Das Erdgeschoss ist als Besistan (Markthalle) mit Vorhalle und Läden gestaltet. Der Gebetsraum befindet sich im ersten Obergeschoss. Die Fassaden sind mit farbigen Pflanzenornamenten verziert. Das möglicherweise von dem früheren Bau übernommene Minarett befindet sich – ungewöhnlich – auf der linken Seite der Moschee.